# Myrmecozela stepicola
Myrmecozela stepicola is een vlinder uit de familie echte motten (Tineidae). De wetenschappelijke naam is voor het eerst geldig gepubliceerd in 1972 door Zagulajev.
De soort komt voor in Europa.